# Borda de Jaume (la Torre de Cabdella)
La Borda de Jaume és una borda del terme municipal de la Torre de Cabdella, en el seu terme primigeni. Està situada al nord del poble de la Torre de Cabdella, a ran de carretera (la L-503), en el seu costat de llevant.